# Александър Владиков
Александър Иванов Владиков е български фотограф от края на ΧΙΧ – началото на XX век и деец на македонската емиграция в България.

## Биография
Роден е в южния македонски град Кукуш. След Освобождението на България в 1878 година семейството се преселва в София. Баща му открива кожарска фабрика. През 1889 г. заминава да учи фотография във Виена. След завръщането си в София отваря самостоятелно фотоателие. Смятан за един от класиците на българската фотография. Прави портрети на Иван Вазов, Гоце Делчев, Антон Страшимиров, Иван Шишманов, Лора Каравелова и други. Деец е на Върховния македоно-одрински комитет. Умира през 1942 година в София.

## Снимки на Владиков
- Логото на ателието на Владиков
- Стоян Михайловски
- Гоце Делчев, 1900 г.
- Коста Нунков
- Върбан Килифарски и брат му, 20 ноември 1901 г.
- Ефрем Чучков, Климент Шапкарев и Гоце Делчев, 1902 г.
- Георги Димитров, 1904 г.
- Петър Васков
- Иван Вазов, 1920 г.